# Let Me Hear You Scream
«Let Me Hear You Scream» es una canción interpretada por el músico británico de heavy metal Ozzy Osbourne. Fue lanzado en abril de 2010 como el primer sencillo de su undécimo álbum de estudio Scream. Llegó a liderar la lista del Billboard Mainstream Rock Tracks convirtiéndose en el segundo número uno de Osbourne en esta lista. Además logró ingresar al top 10 en la lista de éxitos de Suecia. En 2011 estuvo nominada al Premio Grammy en la categoría; Mejor interpretación de hard rock. El video musical fue dirigido por Jonas Åkerlund.
La canción fue estrenada en el capítulo del 14 de abril de la serie televisiva CSI: New York,

## Créditos
- Ozzy Osbourne - voces
- Gus G - guitarra
- Rob "Blasko" Nicholson - bajo
- Tommy Clufetos - batería

## Posicionamiento en listas
| País           | Lista (2010)           | Mejor posición |
| -------------- | ---------------------- | -------------- |
| Canadá         | Canadian Hot 100       | 62             |
| Estados Unidos | Bubbling Under Hot 100 | 10             |
| Estados Unidos | Mainstream Rock Tracks | 1              |
| Estados Unidos | Rock Songs             | 6              |
| Suecia         | Sverigetopplistan      | 6              |

| Anterior: «The Good Life» de Three Days Grace | Mainstream Rock Tracks — Sencillo Nro 1 3 de julio de 2010 — 30 de julio de 2010 | Siguiente: «The Crow & the Butterfly» de Shinedown |